# Zyzzyzus warreni
Zyzzyzus warreni, vrsta obrubnjaka iz porodice Tubulariidae, red Anthoathecata.
Ova vrsta raširena je od zaljeva Saldanha do KwaZulu-Natala, kao i oko Zelenortskog otočja i Trinidada

## Sinonimi
- Zyzzyzus calderi Petersen, 1990
- Zyzzyzus solitaria (Warren, 1906)[1]